# Ostrý vrch (Chvojnická pahorkatina)
Ostrý vrch je vrchem v Chvojnické pahorkatině v podcelku Unínská pahorkatina. Nachází se jižně od města Gbely.

## Přístup
Na vrch vede z jihovýchodu nezpevněná štěrková cesta ze silnice III/1155 Gbely - Smolinské (s nižším sklonem) a ze severu nezpevněná písčitá cesta od města Gbely (s vyšším sklonem). Přístup motorovým vozidlem přímo na vrchol je povolen pouze dopravní obsluze. Po lesních cestách je možnost přístupu i z obcí Smolinské, Čáry a Brodské.

## Okolí a turistika
Z vrchu je výhled na nejvyšší vrch Chvojnická pahorkatina - Zámčisko, Malé Karpaty a Pavlovské vrchy.

### Turistika
V roce 2019 začalo na vrcholu místní občanské sdružení s výstavbou rozhledny. Rozhledna s názvem Mojmírova bašta byla zpřístupněna v roce 2023. Připomíná působení Cyrila a Metoděje na Velké Moravě. Na vrcholu se také nachází otevřený turistický přístřešek s možností přenocování, ohniště a dvouramenný dřevěný kříž.